# یاسوهیرو ناکاسونه
یاسوهیرو ناکاسونه (ژاپنی: 中曾根 康弘؛ زاده ۲۷ مهٔ ۱۹۱۸ – درگذشته ۲۹ نوامبر ۲۰۱۹) سیاست‌مدار ژاپنی بود. وی از سال ۱۹۸۲ تا ۱۹۸۷ نخست‌وزیر ژاپن بود. وی از سران حزب لیبرال دموکرات ژاپن و مقام‌دار وزراتخانه‌های گوناگون بوده‌است.
یاسوهیرو ناکاسونه در ۲۹ نوامبر ۲۰۱۹، در بیمارستانی در توکیو در سن ۱۰۱ سالگی درگذشت. او در زمان مرگ پیرترین رهبر پیشین جهان و پیرترین نخست‌وزیر پیشین ژاپن بود.